# فرودگاه پاسو دو لوس لیبرس
فرودگاه پاسو دو لوس لیبرس (به انگلیسی: Paso de los Libres Airport) (به زبان بومی: Aeropuerto de Paso de los Libres) یک فرودگاه با کد یاتا AOL است که یک باند فرود آسفالت دارد و طول باند آن ۲۲۶۰ متر است. این فرودگاه در کشور آرژانتین قرار دارد و در ارتفاع ۷۰ متری از سطح دریا واقع شده است.